# Lipa City
Lipa (Filipino: Lungsod ng Lipa) ist eine philippinische Stadt in der Provinz Batangas 78 km südlich von Manila.
Lipa grenzt im Nordosten an Santo Tomas, an San Pablo City in der Provinz Laguna und San Antonio in der Provinz Quezon im Osten, die Stadtgemeinden Padre Garcia und Rosario im Südosten, an San Jose und Ibaan im Südwesten, an die Stadtgemeinden Cuenca und Mataasnakahoy sowie dem Taalsee im Westen und die Stadtgemeinden Balete und Malvar im Nordwesten.
Lipa liegt in einem Tal zwischen den Bergen Mount Malarayat und Mount Makulot. Durch diese Lage ist Lipa relativ gut vor Taifunen geschützt. Der Mount Makulot im Westteil der Stadt schirmt Lipa auch vor Ausbrüchen des Vulkans Taal ab.
Lipa ist ein wichtiges Zentrum für Handel, Industrie, Bildung und Erholung in der Mitte der Provinz Batangas. Nestlé Philippines ist in der Stadt mit einem Produktionsstandort ansässig.
Mehrere Bildungseinrichtungen haben ihren Sitz in Lipa, darunter die private Hochschule De La Salle Lipa mit mehr als 9000 Studenten sowie 14 Highschools.
Die Stadt ist Standort des Luftwaffenstützpunktes Basilio Fernando Air Base, dem ehemaligen Hauptquartier der Philippine Air Force’s 100th Training Wing und der Air Education and Training Command (AETC) der philippinischen Luftwaffe.
Von Teilen der römisch-katholischen Kirche wurde Lipa City als Erscheinungsort angesehen. Die Stadt ist Sitz des Erzbischofs des Erzbistums Lipa.

## Politik
Der ehemalige Bürgermeister der Stadt Vilma Recto (1998–2007) gewann 2007 die Wahlen zum Gouverneur der Provinz Batangas.
Der frühere Kongressabgeordnete Oscar Gozos gewann die Bürgermeisterwahlen 2007, gegen die weiteren Kandidaten Eric Africa und Mar Panganiban. Vizebürgermeister ist Lydio Lopez Jr., der 2007 die Wahl für seine zweite Amtszeit gewann.

## Baranggays
Lipa City ist politisch in 72 Baranggays unterteilt.
| - Adya - Anilao - Anilao-Labac - Antipolo Del Norte - Antipolo Del Sur - Bagong Pook - San Sebastian (Balagbag) - Balintawak - Banaybanay - Bolbok - Bugtong na Pulo - Bulacnin - Bulaklakan - Calamias - Cumba - Dagatan - Duhatan - Halang - Inosloban - Kayumanggi - Latag - Lodlod - Lumbang - Mabini | - Malagonlong - Malitlit - Marauoy - Mataas Na Lupa - Munting Pulo - Pagolingin Bata - Pagolingin East - Pagolingin West - Pangao - Pinagkawitan - Pinagtongulan - Plaridel - Poblacion Barangay 1 - Poblacion Barangay 10 - Poblacion Barangay 11 - Poblacion Barangay 2 - Poblacion Barangay 3 - Poblacion Barangay 4 - Poblacion Barangay 5 - Poblacion Barangay 6 - Poblacion Barangay 7 - Poblacion Barangay 8 - Poblacion Barangay 9 - Pusil | - Quezon - Rizal - Sabang - Sampaguita - San Benito - San Carlos - San Celestino - San Francisco - San Guillermo - San Jose - San Lucas - San Salvador - Sapac - Sico - Santo Niño - Santo Toribio - Talisay - Tambo - Tangob - Tanguay - Tibig - Tipacan - Poblacion Barangay 9-A - Barangay 12 (Pob.) |

Anmerkung: Población (spanisch für Population) bezeichnet in den Philippinen mehrere im Zentrum einer Stadtgemeinde liegende Barangays.

## Persönlichkeiten
- Ireneo L. Lit, Jr. (* 2. Oktober 1960), philippinischer Entomologe, Experte für Schildläuse
- Manolito Tolentino Mayo (* 17. Dezember 1954; † 4. Mai 1983), philippinischer Maler des Kubismus
- Alfredo Obviar (* 29. August 1889; † 1. Oktober 1978), römisch-katholischer Bischof von Lucena
- Claro M. Recto (* 8. Februar 1890 in Tiáonğ Provinz Tayabas (heute Quezon); † 2. Oktober 1960 in Rom), philippinischer Politiker, Poet und Jurist, verbrachte von 1900 bis 1901 ein Jahr als Schüler am Instituto de Rizal in Lipa